# Vertova
Vertova é uma comuna italiana da região da Lombardia, província de Bérgamo, com cerca de 4.790 habitantes. Estende-se por uma área de 15 km², tendo uma densidade populacional de 313 hab/km². Faz fronteira com Casnigo, Colzate, Cornalba, Costa di Serina, Fiorano al Serio, Gazzaniga, Oneta.

## Demografia
| Variação demográfica do município entre 1861 e 2011                               |
|                                                                                   |
| Fonte: Istituto Nazionale di Statistica (ISTAT) - Elaboração gráfica da Wikipedia |